# Nunatakassak
Nunatakassak är en nunatak i Grönland (Kungariket Danmark).   Den ligger i kommunen Qaasuitsup, i den nordvästra delen av Grönland, 1 200 km norr om huvudstaden Nuuk. Toppen på Nunatakassak är 352 meter över havet.
Terrängen runt Nunatakassak är kuperad.  Trakten runt Nunatakassak är nära nog obefolkad, med mindre än två invånare per kvadratkilometer. Det finns inga samhällen i närheten. Trakten runt Nunatakassak är permanent täckt av is och snö.